# Симултанна църква
Симултанна църква или симултанеум, също едновременна църква или съвместна църква, обозначава свещена сграда, която се използва по равно и съвместно от няколко християнски деноминации.

## Използване
Богослуженията обикновено се извършват отделно, в изключително редки случаи се практикува съвместно богослужение. Например, болничните параклиси често се използват по този начин в по-малък мащаб.
Нововъведените едновременни общи богослужения, при които голяма част от службата се извършва заедно между християни от различни деноминации, се наричат икуменистки – това е нещо различно от симултанната практика, където просто една и съща сграда се ползва, но по различно време за отделни богослужения. Пример за симултанна църква е Икуменистката църква Халден в гр. Санкт Гален. Съвременна форма на симултанната църква представляват икуменистките центрове.

## История
Първата симултанна църква по време и след Реформацията вероятно е била църквата „Свети Петър“ в гр. Бауцен. Сградата на църквата тук е била разделена още през 1524 г., корабът, сакристията и органната емпория оттогава насам са протестантски, а хорът и първата емпория са били използвани от римокатолическите вярващи.
На суверенната територията на пфалцграф Кристиан Август фон Сулцбах в северния Горен Пфалц е документирана наличността 49 симултанни църкви от 1652 г. насам. Съвместните църкви преустановяват съществуването си в началото на 20 век, но девет от тях все още съществува и до днес.
В Курпфалц на 29 октомври 1698 г. е въведено от властите т. нар. „симултанство“ – т.е. правото на свободно съществуване на две деноминации (протестантска и католическа) в рамките на една и съща държава. Реформираните християни е трябвало да предоставят своите църкви за католическо богослужение, докато католиците са могли да запазят своите църкви само за себе си. Общо католиците са получили право да използват 240 църкви. На много места около 1900 г. по-голямата деноминация е плащала някаква сума пари на по-малката деноминация, за да може тя да си построи своя собствена църква или параклис. С указ от 29 март 1707 г. в хода на разделението на пфланцката църква симултанството в Курпфалца е преустановено.
Симултанните или съвместни църкви са били доста често срещани в Швейцарската конфедерация, особено в княжеското абатство „Санкт Гален“, в град Гларус и в областите, управлявани съвместно от католически и реформирани населени места.